# Mocealîșce, Bobrovîțea
Mocealîșce (în ucraineană Мочалище) este un sat în comuna Sokolivka din raionul Bobrovîțea, regiunea Cernihiv, Ucraina.

## Demografie
Componența lingvistică a localității Mocealîșce
     Ucraineană (97,16%)
     Rusă (2,84%)
Conform recensământului din 2001, majoritatea populației localității Mocealîșce era vorbitoare de ucraineană (97,16%), existând în minoritate și vorbitori de rusă (2,84%).